# أشياء عظيمة صغيرة
الأشياء الصغيرة العظيمة، (2016) هي الرواية الخامسة والعشرون من تاليف الأمريكية جودي بيكولت. يركز الكتاب على قضية العرق في أمريكا ويدور حول بطلة الرواية روث جيفرسون وهي ممرضة تقوم بخدمة التوصيل. يتم تحويل رواية الأشياء الصغيرة العظيمة إلى فيلم من بطولة فيولا ديفيس وجوليا روبرتس. هذه الرواية الأولى لبيكولت مع بطل الرواية الأمريكي من اصل أفريقي.

## ملخص
تركز القصة على ممرضة عمل / توصيل أمريكية من أصل أفريقي، روث جيفرسون، التي تتولى الاهتمام بالأطفال حديثي الولادة في مستشفى كونيتيكت. طلب من روث عدم الاقتراب من طفل زوجين من ذوي العرق الأبيض. بعد وفاة الطفلة التي كانت تحت رعايتها اتُهمت روث بالقتل وأحيلت إلى المحكمة.

## أسلوب السرد
القصة تسرد من وجهات النظر العرقية المتعددة المعقدة للشخصيات الرئيسية، بما في ذلك الممرضة، روث، وتورك باور، والد الطفل الأبيض، وكينيدي ماكوارى، محامي روث. غالبًا ما تستخدم بيكولت أسلوبًا سرديًا متعدد المنظور في رواياتها، بما في ذلك حارس اختي و أغاني الحوت الأحدب وغنّيك للمنزل والتعامل بعناية وتغيير القلب ولون وولف وراوي القصص. .

## الشخصيات
- روث جيفرسون: ممرضة تعمل لمدة عشرين عامًا في مستشفى ميرسي ويست هافن متهمة بالقتل عندما يموت رضيع في رعايتها.
- إديسون: ابن روث.
- أديسا: أخت روث.
- ترك باور: متعصب أبيض مع وشم صليب معقوف.
- بريتاني باور («بريت»): زوجة ترك.
- فرانسيس: والد بريت، وهو متعصب للبيض.
- كينيدي: محامي روث العام.
- أوديت لوتون: المدعي العام في قضية روث، امرأة أمريكية من أصل أفريقي.
- ميخا: زوج كينيدي.
- البنفسج: ابنة كينيدي وميكا.
- والاس ميرسي: قائمة تلفزيونية شهيرة.

### شخصيات ثانوية
- سام هالويل: الرجل الذي تعمل والدة روث من أجل عائلته كخادمة منزلية.
- راشيل: اسم ميلاد أديسا، والذي تغيرته عندما كانت شابة إلى أديسا.
- السيدة مينا: المرأة التي تعمل والدة روث خادمة لعائلتها.
- كريستينا: ابنة السيدة مينا. كانت في عمر روث وهما صديقان.
- كورين: ممرضة تعمل جنبًا إلى جنب مع راعوث.
- لوسيل: ممرضة تعمل جنبًا إلى جنب مع روث.
- كارلا: مستشارة قانونية للمستشفى حيث تعمل روث.
- جاك ديناردي: موظف مكتب («دافع الورق») في المستشفى، ومنه كينيدي «يصطاد» المعلومات.
- القاضي «ثاندر» تورنر: القاضي الذي يرأس محاكمات روث.
- هوارد: مساعد كينيدي، يساعد في تشكيل دفاع قانوني لمحاكمة قتل روث.
- ماري: رئيسة روث في مستشفى ميرسي ويست هافن.
- أديل: والدة بريت.

## استقبال نقدي
استقبلت الرواية مراجعات إيجابية ومختلطة.   كتبت إليانور براون في صحيفة واشنطن بوست أن "أشياء عظيمة صغيرة" هي من أهم الروايات التي كتبتها جودي بيكولت على الإطلاق. كانت الرواية صريحة، مستبطنة بشكل متعب ومباشرة في العناوين الرئيسية لهذا اليوم ستتحدى قراءها "، على الرغم من شعورها أن الكتاب" طويل للغاية، مع منتصف متعرج، وميلها اتجاه الميلودراما ونهاية مستعجلة تبدو سعيدة. "  في حين أن روكسان جاي، التي كتبت لصحيفة نيويورك تايمزاعتقدت أن شخصية ترك الشخصية البيضاء المتعصبة، كانت مكتوبة بشكل لاباس به. على الرغم من أنه وجد أيضًا أن البطل والشخصية الأمريكية الأفريقية روث، هي الأقل تصديقًا: "كلما رأينا روث وعائلتها أكثر، كلما شعرنا أن عند وصف شخصياتهم تكون مثل لعبة بنغو الأشخاص السود - كما لو أن بيكولت تعمل من خلال قائمة يمكن الرجوع اليها في محاولة لقول كل شيء عن العرق في كتاب واحد ". وجدت جاي أنها "رواية هشة" لكنها شعرت "بكرم" نحو الكتاب ومنحتها "الكثير من الفضل في المحاولة ودعم محاولتها ببحث جاد ونوايا طيبة وإدراكها للخطأ". كتب جاي كذلك: "الرواية غير مرتبة لذالك مناخنا العرقي".

## روابط خارجية
- موقع رسمي